# Pallacanestro Broni 93 2015-2016
La Pallacanestro Broni 93 nella stagione 2015-2016 prende parte al campionato di Serie A2. È sponsorizzata Omc Cignoli. La comuntaria è la estone Maaja Bratka. La squadra conquista il 6 marzo 2016 la coppa Italia di serie A2: le final four della competizione sono organizzate al PalaBrera, casa della Omc; la squadra pavese batte in semifinale la Pallacanestro Ferrara e, in finale, batte nettamente la Cestistica Spezzina, scrivendo il proprio nome nell'albo d'Oro. Nei playoff affronta nei quarti di finale la Fassi Albino, eliminandola 2-0. In semifinale il Sanga Milano, con la serie che si chiude con il medesimo risultato. In finale, la Magika Castel San Pietro viene sconfitta al Palabrera 69-56, mentre in trasferta finisce 69-78 dopo un tempo supplementare, risultato che sancisce l'approdo della squadra in Serie A1. Stagione dei record, la Omc Broni non perde neanche una partita in tutto l'anno.